# Wereldkampioenschappen veldlopen 1974
De tweede IAAF wereldkampioenschappen veldlopen vonden plaats op 16 maart 1974 op Mirabello Racecourse in de Italiaanse stad Monza. 
In totaal namen er 269 atleten uit 23 landen deel.

## Mannen

### Senioren (12 km)
| Plaats | Naam            | Land | Tijd    |
| ------ | --------------- | ---- | ------- |
| 1      | Erik De Beck    | BEL  | 35.23,8 |
| 2      | Mariano Haro    | ESP  | 35.24,6 |
| 3      | Karel Lismont   | BEL  | 35.26,6 |
| 4      | Jim Brown       | SCO  | 35.29,2 |
| 5      | Detlef Uhlemann | FRG  | 35.30,4 |
| 6      | Wilfried Scholz | GDR  | 35.31,8 |
| 7      | Ray Smedley     | ENG  | 35.35,8 |
| 8      | Noel Tijou      | FRA  | 35.36,4 |
| 9      | David Black     | ENG  | 35.37,2 |
| 10     | Franco Fava     | ITA  | 35.38,4 |

Landenrangschikking: 1 België, 2 Engeland, 3 Frankrijk.

### Junioren (7 km)
| Plaats | Naam             | Land | Tijd    |
| ------ | ---------------- | ---- | ------- |
| 1      | Rich Kimball     | USA  | 21.30,8 |
| 2      | Venanzio Ortis   | ITA  | 21.33   |
| 3      | John Treacy      | IRL  | 21.42,4 |
| 4      | Dietmar Millonig | AUT  | 21.48   |
| 5      | Matt Centrowitz  | USA  | 21.48   |
| 6      | John Roscoe      | USA  | 21.52,2 |
| 7      | Bouchaib Zouhri  | MAR  | 21.54,2 |
| 8      | Mohamed Naoumi   | MAR  | 21.55,2 |
| 9      | Rudi Schoofs     | BEL  | 21.56,4 |
| 10     | Pat Davey        | USA  | 21.58,2 |

Landenrangschikking: 1 Verenigde Staten, 2 Marokko, 3 Italië.

## Vrouwen

### Senioren (4 km)
| Plaats | Naam                    | Land | Tijd    |
| ------ | ----------------------- | ---- | ------- |
| 1      | Paola Cacchi            | ITA  | 12.42   |
| 2      | Nina Holmén             | FIN  | 12.47,6 |
| 3      | Rita Ridley             | ENG  | 12.54   |
| 4      | Ann Yeoman              | ENG  | 12.58,6 |
| 5      | Pirjo Vihonen           | FIN  | 13.02   |
| 6      | Bronislawa Ludwichowska | POL  | 13.03,2 |
| 7      | Joyce Smith             | ENG  | 13.04,4 |
| 8      | Mary Stewart            | SCO  | 13.05,6 |
| 9      | Carmen Valero           | ESP  | 13.13,4 |
| 10     | Margherita Gargano      | ITA  | 13.14,8 |

Landenrangschikking: 1 Engeland, 2 Italië, 3 Finland.
1973 · 
1974 · 
1975 · 
1976 · 
1977 · 
1978 · 
1979 · 
1980 · 
1981 · 
1982 · 
1983 · 
1984 · 
1985 · 
1986 · 
1987 · 
1988 · 
1989 · 
1990 · 
1991 · 
1992 · 
1993 · 
1994 · 
1995 · 
1996 · 
1997 · 
1998 · 
1999 · 
2000 · 
2001 · 
2002 · 
2003 · 
2004 · 
2005 · 
2006 · 
2007 · 
2008 · 
2009 · 
2010 · 
2011 · 
2013 · 
2015 · 
2017 · 
2019 · 
2023 · 
2024